# Міжнародний кубок чемпіонів 2020
Міжнародний Кубок Чемпіонів 2020 (або ICC) восьмий розіграш товариського турніру з футболу, який має відбутись 2020 року. Цього року мало відбутись менше ігор, через проведення Євро-2020 та Copa America. Матчі Міжнародного кубка чемпіонів, які мали відбутись в Азії, були скасовані через спалах коронавірусу. 
Скасований через пандемію коронавірусу, про що було повідомлено у офіційному твітері змагання 10 квітня 2020 року. Тоді ж було повідомлено, що наступний турнір має відбутися у США та Азії у 2021 році.  